# Frankton (Indiana)
Frankton ist eine Town in den Townships Pipe Creek und Lafayette, Madison, Indiana, USA. Es ist Teil der Anderson Metropolitan Statistical Area. Die Bevölkerung lag beim Census 2010 bei 1862 Personen.

## Geschichte
Frankton wurde 1853 erstmals besiedelt. 1871 wurde die Stadt offiziell gegründet.

## Geographie
Nach dem Census 2010 hat Frankton eine Gesamtfläche von 2,72 km² (1,05 Quadratmeilen), ausschließlich Land.

## Demographie

### 2010 census
Bei der Volkszählung  von 2010 lebten 1862 Personen, 732 Haushalte und 531 Familien in der Stadt. Die Bevölkerungsdichte betrug 1773,3 Einwohner pro Quadratmeile (684,7/km²). Es gab 808 Wohneinheiten mit einer durchschnittlichen Dichte von 769,5 pro Quadratmeile (297,1/km²). Die ethnische Zusammensetzung der Stadt war 97,5 % weiß, 0,4 % afroamerikanisch, 0,1 % indianisch, 0,1 % asiatisch, 0,9 % von anderen ethnischen Gruppen und 1,1 % von zwei oder mehr Ethnien. Hispanoamerikaner oder Latinos jeder ethnischen Gruppe waren 2,2 % der Bevölkerung.
Es gab 732 Haushalte, von denen 35,9 % Kinder unter 18 Jahren hatten, 52,9 % waren verheiratete Paare, die zusammenlebten, 14,6 % hatten einen weiblichen Haushaltsvorstand ohne Mann, 5,1 % hatten einen männlichen Haushaltsvorstand ohne Frau und 27,5 % waren Nicht-Familien. 24,2 % aller Haushalte waren Einzelpersonen und 10,2 % hatten einen Alleinstehenden, der 65 Jahre oder älter war. Die durchschnittliche Haushaltsgröße betrug 2,54 und die durchschnittliche Familiengröße 3,00.
Das Durchschnittsalter in der Stadt betrug 38,2 Jahre. 26,9 % der Einwohner waren unter 18 Jahre alt; 7 % waren zwischen 18 und 24 Jahre alt; 25,3 % waren zwischen 25 und 44 Jahre alt; 26,5 % waren zwischen 45 und 64 Jahre alt; und 14,3 % waren 65 Jahre oder älter. Die Geschlechterstruktur der Stadt war 48,7 % männlich und 51,3 % weiblich.

### 2000 census
Bei der Volkszählung im Jahr 2000 gab es 1905 Personen, 752 Haushalte und 560 Familien in der Stadt. Die Bevölkerungsdichte betrug 1888 Einwohner pro Quadratmeile (728,2/km²). Es gab 782 Wohneinheiten mit einer durchschnittlichen Dichte von 775,0 pro Quadratmeile (298,9/km²). Die ethnische Zusammensetzung der Stadt war 97,85 % weiß, 0,05 % afroamerikanisch, 0,10 % indianisch, 0,31 % asiatisch, 1,21 % von anderen Ethnien und 0,47 % von zwei oder mehr Ethnien. Hispanoamerikaner oder Latinos jeder ethnischen Gruppe waren 1,63 % der Bevölkerung.
Es gab 752 Haushalte, von denen 34,8 % Kinder unter 18 Jahren hatten, 59,0 % waren verheiratete Paare, die zusammenlebten, 10,9 % hatten einen weiblichen Haushaltsvorstand ohne Ehemann und 25,4 % waren Nicht-Familien. 22,2 % aller Haushalte waren Einzelpersonen und 9,2 % hatten einen Alleinstehenden, der 65 Jahre oder älter war. Die durchschnittliche Haushaltsgröße betrug 2,53 und die durchschnittliche Familiengröße 2,94.
In der Stadt verteilte sich die Bevölkerung mit 26,6 % unter 18 Jahren, 8,9 % von 18 bis 24 Jahren, 28,6 % von 25 bis 44 Jahren, 21,9 % von 45 bis 64 Jahren und 14,0 %, die 65 Jahre oder älter waren. Das mittlere Alter betrug 35 Jahre. Auf 100 Frauen kamen 93,8 Männer. Auf 100 Frauen ab 18 Jahren kamen 91,0 Männer.
Das Medianeinkommen für einen Haushalt in der Stadt betrug 39.130 Dollar und das Medianeinkommen für eine Familie 44.474 Dollar. Männer hatten ein durchschnittliches Einkommen von 35.750 Dollar gegenüber 22.179 Dollar für Frauen. Das Pro-Kopf-Einkommen der Stadt betrug 17.232 Dollar. Etwa 6,5 % der Familien und 8,1 % der Bevölkerung lagen unterhalb der Armutsgrenze, darunter 10,5 % der unter 18-Jährigen und 4,4 % der über 65-Jährigen.

## Bildung
Frankton hat eine öffentliche Bibliothek, eine Filiale des North Madison County Public Library Systems.

## Kunst und Kultur
Das seit 1975 jährlich im Herbst stattfindende Heritage Days Festival soll zum Gemeinschaftsgefühl der Stadt beitragen. Das Festival beinhaltet eine Autoshow, Kunst, Kunsthandwerk, Spiele, Live-Unterhaltung und mehr. Das Heritage Days Festival wurden mit dem Best Small Festival Award 2013 ausgezeichnet.

## Persönlichkeiten
- Isabel Withers (1896–1968), Theater- und Filmschauspielerin, in Frankton geboren.
- Albert Henry Vestal (1875–1932), Republikaner, U.S. House of Representatives und House Majority Whip 1921 bis 1937, in Frankton geboren und aufgewachsen.
- Matthew Allen, SAG-E (Screen Actors Guild)-Film-, TV- und Werbungsschauspieler. 1995 in Frankton seinen Abschluss gemacht. Wohnhaft in Frankton. Einer der vier Gründer des Indianapolis Motor Speedway.